# Francisca Pérez Barber
Francisca Pérez Barber (Altea, 25 de març de 1957) és una empresària i política valenciana, diputada a les Corts Valencianes entre 1995 i 2003 amb el Partit Popular.
Llicenciada en dret per la Universitat d'Alacant en 1982 i doctora cum laude per la Universitat Miguel Hernández d'Elx, s'ha especialitzat en urbanisme. Inicialment milità en el PSPV-PSOE, partit amb el qual fou escollida regidora d'Altea, però després va ingressar al Partit Popular, amb el qual fou escollida diputada a les eleccions a les Corts Valencianes de 1995 i 1999. Ha estat presidenta de la Comissió de la Dona de les Corts Valencians (1995-1999) i secretària de la Comissió d'Agricultura, Ramaderia i Pesca (1999-2002)